# Runnymede (Toronto Subway)

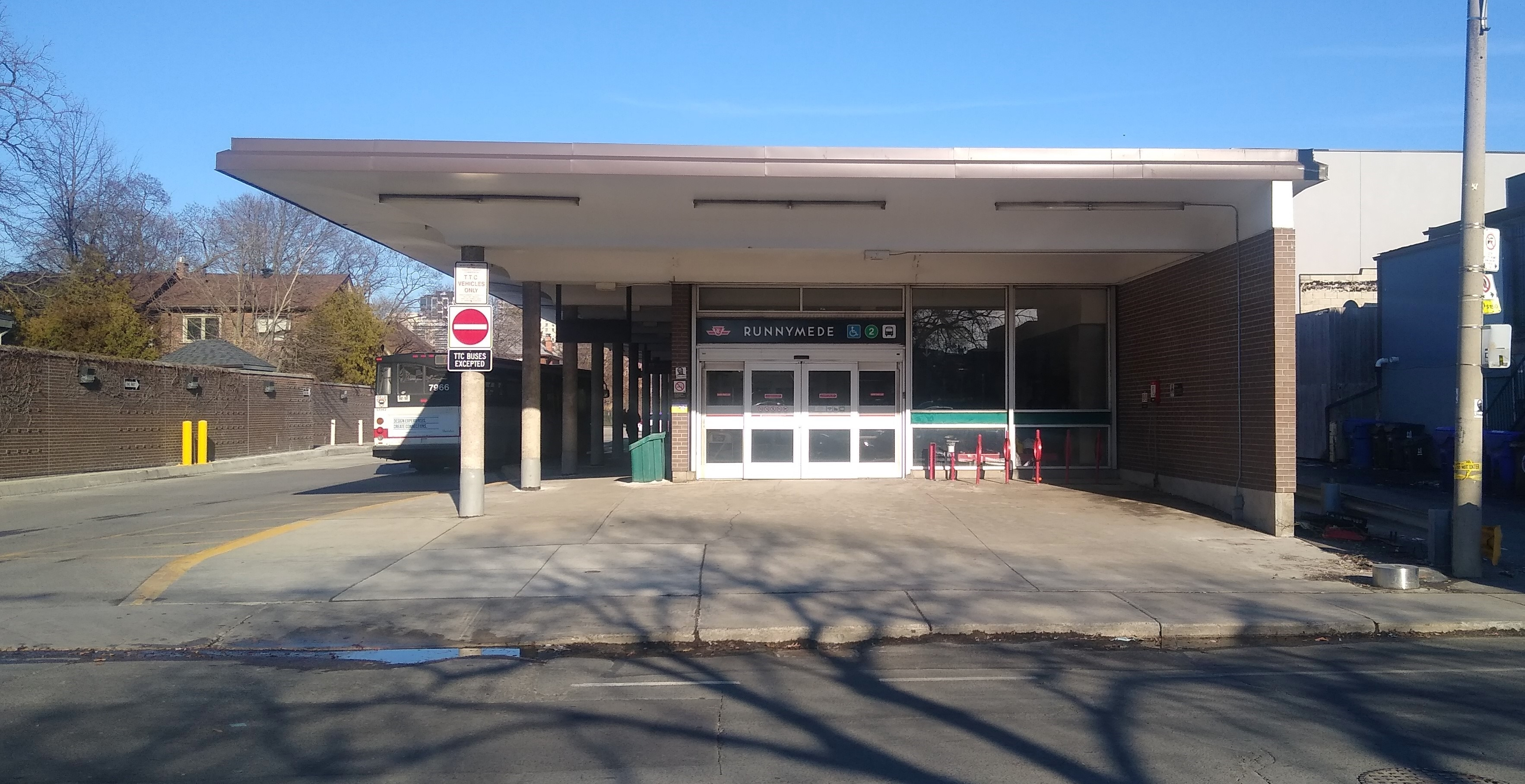
Eingang zur Station Runnymede

Runnymede ist eine unterirdische U-Bahn-Station in Toronto. Sie liegt an der Bloor-Danforth-Linie der Toronto Subway, an der Kreuzung von Bloor Street und Runnymede Road. Die Station besitzt Seitenbahnsteige und wird täglich von durchschnittlich 20.110 Fahrgästen genutzt (2018). In der Nähe befindet sich das Einkaufsviertel Bloor West Village. Östlich der Station verläuft die Strecke ein kurzes Stück der Strecke oberirdisch. Es bestehen Umsteigemöglichkeiten zu drei Buslinien der Toronto Transit Commission.
Die Eröffnung der Station erfolgte am 10. Mai 1968, zusammen mit dem Abschnitt Keele – Islington. Im Jahr 2010 fanden umfangreiche Renovierungsarbeiten statt. Im November 2018 begannen Bauarbeiten, um die Station vollständig barrierefrei zu machen. Die Maßnahmen umfassten unter anderem den Einbau von drei Aufzügen, die Arbeiten konnten im Dezember 2020 abgeschlossen werden.